# 國際路 (桃園市)
國際路為臺灣桃園市八德區及桃園區之重要道路之一，全線以中路街和中山路分為國際路、國際路一、二段。起於廣福路；止於永安路。全線隸屬桃53線。
未來的臺鐵捷運化將於此路與縱貫鐵路交會處增設通勤車站中路車站。

## 沿經行政區域
(由南至北)
- 桃園市
  - 八德區
  - 桃園區

## 分段
(由南至北)
- 國際路：廣福路－中路街
- 國際路一段：中路街－中山路
- 國際路二段：中山路－永安路

## 車道配置
(由南至北)
- 廣福路－宏昌十三街:雙向各一車道
- 宏昌十三街－中山路：雙向各二車道
- 中山路－力行路：雙向各二車道並設置中央綠化分隔島
- 力行路－大興西路三段：
  - 北向：三車道
  - 南向：二車道
  - 設置中央綠化分隔島
- 大興西路三段－國際路二段475巷：雙向各二車道並設置中央綠化分隔島
- 國際路二段475巷－永安路：雙向各二車道和設置中央綠化分隔島，並各設有一機車道

## 主要節點
(由南至北)
- 廣福路
- 中山路
- 文中路
- 大興西路三段
- 永安路

## 沿線設施
(由南至北)

### 國際路一段
- 桃園市桃園區中山國民小學(1070號)[1]

### 國際路二段
- 南桃園交流道
- 桃園市桃園區中埔國民小學(永安路1053號)[2]